# Vlag van oblast Tsjeljabinsk
De vlag van oblast Tsjeljabinsk is in gebruik sinds 27 december 2001. De vlag heeft drie horizontale banen van rood, geel en rood in de verhouding 4:1:1. In het midden van de vlag, op de bovenste twee banen, staat een witte Bactrische (twee bultige) kameel geladen met lading, bijna twee derde van de hoogte van de takel. Rood is de kleur van het leven, barmhartigheid en liefde; het symboliseert ook moed, kracht, vuur, gevoelens, schoonheid en gezondheid. Daarnaast is het een symbool van industriële ontwikkeling. Geel staat voor het Oeralgebergte dat Europa en Azië verbindt en voor hun schoonheid, evenals hun schoonheid, grootsheid en minerale rijkdommen. Wit is een symbool van adel, zuiverheid, rechtvaardigheid en grootmoedigheid. De kameel is een sterk en edel dier dat respect afdwingt. Hij symboliseert wijsheid, een lang leven, geheugen, trouw en geduld.